# JT (album)
JT, amerikanske James Taylors åttonde studioalbum, utgivet i juni 1977 och det första på skivbolaget Columbia Records. Albumet är producerat av Russ Titelman och Lenny Waronker.
Jimmy Jones hade den ursprungliga hiten med låten "Handy Man" 1959 som då låg på amerikanska Billboard-listans 2:a plats för singlar. 1964 hade dessutom Del Shannon en hit med låten. Shannons version nådde 22:a plats på samma lista.
Art Garfunkel spelade in en cover på låten "Secret O' Life" som återfinns på dennes album Songs From A Parent To A Child (1997).
Albumet nådde Billboard-listans 4:e plats.

## Låtlista
Singelplacering i Billboard inom parentes.
1. "Your Smiling Face" (James Taylor) – 2:50 (#20)
2. "There We Are" (James Taylor) – 3:02
3. "Honey Don't Leave L.A." (Danny Kortchmar) – 3:05 (#61)
4. "Another Grey Morning" (James Taylor) – 2:44
5. "Bartender's Blues" (James Taylor) – 4:12
6. "Secret O' Life" (James Taylor) – 3:34
7. "Handy Man" (Otis Blackwell/Jimmy Jones) – 3:17 (#4)
8. "I Was Only Telling a Lie" (James Taylor) – 3:24
9. "Looking for Love on Broadway" (James Taylor) – 2:23
10. "Terra Nova" (Carly Simon/James Taylor) – 4:32
11. "Traffic Jam" (James Taylor) – 1:58
12. "If I Keep My Heart Out of Sight" (James Taylor) – 3:01